# Pleasley
Pleasley – wieś w Anglii, na granicy hrabstw Derbyshire (dystrykt Bolsover) i Nottinghamshire (dystrykt Mansfield). Leży 32 km na północny wschód od miasta Derby i 201 km na północ od Londynu. Miejscowość liczy 2200 mieszkańców.